# 軸受合金
軸受合金（じくうけごうきん）とは軸受に使われるために開発された合金である。
主にエンジンのクランクシャフト、コンロッドの軸受（プレーンメタルベアリング）としていろいろな合金が開発された。

## いくつかの軸受合金の例
- ホワイトメタル・・・スズ、アンチモン、銅の合金
- ケルメットメタル・・・銅・鉛(20 - 50 %)合金
- アルミ合金・・・アルミ・スズ(6 - 30 %)の合金

- その他、銀は値段を除けばよい軸受材料である。青銅、鉛青銅も低負荷の軸受に使われる。